# Eutelie

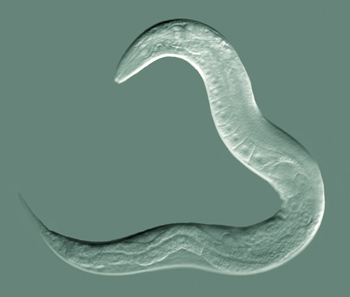
Háďátko obecné

Eutelie je fenomén buněčné biologie, jenž označuje situaci, kdy somatické tkáně určitého organismu vykazují stálý počet buněk. Eutelie znemožňuje účinnou schopnost regenerace, na druhou stranu však vylučuje vznik nádorového bujení. Konstantní počet buněk je typický především pro rychle se vyvíjející živočichy s relativně malým počtem buněk (řádově 1000 somatických buněk).
Zřejmě nejznámější eutelické živočichy představují hlístice (Nematoda). Klasický příklad „pravé“ eutelie dává háďátko obecné (Caenorhabditis elegans), u něhož se všechny somatické buňky dělí kontrolovaně v přesně daném schématu, a těla dospělců tak mají jejich determinovaný počet: 1048 u samce, 959 u hermafrodita. Buňky zničené v průběhu ontogeneze nemohou být obnoveny ani nahrazeny. Tyto vlastnosti umožnily množství výzkumů na poli buněčné diferenciace a přispěly k tomu, že háďátko patří mezi nejpoužívanější modelové organismy moderní biologie. Nutno však dodat, že eutelie není typická pro všechny zástupce kmene hlístic a mnohé jinak eutelické hlístice zřejmě mohou vykazovat rozdíly v počtu buněk alespoň v rámci některých somatických tkání.
Eutelie se dále objevuje např. u zástupců kmene vířníků (Rotifera), kde dokonce může postihovat i buňky zárodečné linie. V literatuře je často uváděna eutelie u želvušek (Tardigrada), byť poměrně sporná: ačkoli se napříč druhy či životními stádii želvušek objevuje stálost buněk, buňky mohou přesto vykazovat mitotickou aktivitu a nahrazovat buňky starší. Podobný problém nastává i v případě břichobrvek (Gastrotricha), u nichž se navíc objevuje i jistá úroveň regenerace. V rámci druhoústých živočichů je eutelie zmiňována např. u některých sumek, jako je rod Ciona: v jejich případě jsou však téměř eutelické pouze larvy, se ztrátou eutelie u dospělců.